# چیپروفتسی
چیپروفتسی شهری در استان مونتانا کشور بلغارستان است که جمعیت آن در سال ۲۰۰۱ میلادی ۲٬۲۶۷ نفر بوده‌است.

## نگارخانه

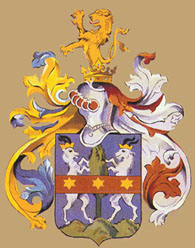
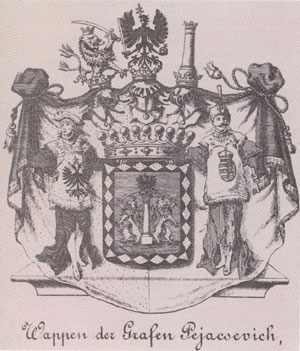
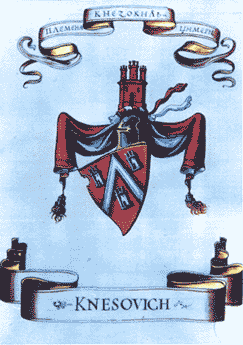
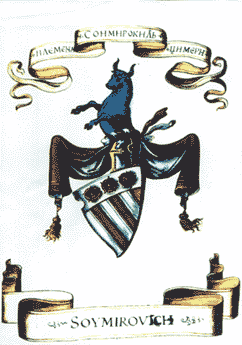